# 40É busz (Budapest)
A budapesti 40É jelzésű éjszakai autóbusz a Móricz Zsigmond körtér (Villányi út) és a Budaörsi lakótelep között közlekedett. A vonalat a Budapesti Közlekedési Rt. üzemeltette.

## Története
2002. szeptember 15-én új éjszakai járatot indítottak 40É jelzéssel a Móricz Zsigmond körtér és a Budaörsi lakótelep között. Ez volt az első menetrend szerinti éjszakai járat Budapest agglomerációjába. 2005. szeptember 1-jén megszűnt, helyette a 940-es jelzésű busz jár hosszabb útvonalon.

## Útvonala
| Budaörsi lakótelep felé: | Móricz Zsigmond körtér (Villányi út) felé: |
| --- | --- |
| Móricz Zsigmond körtér (Villányi út) vá. – Villányi út – Budaörsi út – BAH csomópont – Hegyalja út – Budaörsi út – Budaörs, Budapesti út – Szabadság út – Szivárvány utca – Budaörsi lakótelep vá. | Budaörsi lakótelep vá. – Szivárvány utca – Szabadság út – Budapesti út – Budapest, Budaörsi út – Lapu utca – – Budaörsi út – Villányi út – Móricz Zsigmond körtér (Villányi út) vá. |

## Megállóhelyei
| 0                                      | Móricz Zsigmond körtér (Villányi út) végállomás | 20 | 3É, 6É, 49É, 72É |
| 1                                      | Szüret utca (↓) Badacsonyi utca (↑)             | 19 | 72É, 153É        |
| 2                                      | Alsóhegy utca (↓) Karolina út (↑)               | 18 | 72É, 153É        |
| 3                                      | Budaörsi út (↓) Villányi út (↑)                 | 17 | 72É, 153É        |
| 5                                      | Alkotás utca                                    | ∫  | 153É             |
| 7                                      | Muskotály köz                                   | ∫  | 153É             |
| 8                                      | Fehér ló utca                                   | 15 | 72É, 153É        |
| 9                                      | Dayka Gábor utca                                | 14 | 72É, 153É        |
| 10                                     | Sasadi út                                       | 13 | 72É, 153É        |
| 11                                     | Nagyszeben út                                   | ∫  | 153É             |
| ∫                                      | Neszmélyi út                                    | 12 | 153É             |
| 12                                     | Naprózsa utca                                   | ∫  | 153É             |
| ∫                                      | Gazdagréti út                                   | 11 |                  |
| 13                                     | Poprádi út                                      | 10 |                  |
| 13                                     | Madárhegy                                       | 9  |                  |
| 14                                     | Rupphegyi út                                    | 8  |                  |
| 15                                     | Sasad Rt.                                       | 8  |                  |
| Budaöpest–Budaörs közigazgatási határa |                                                 |    |                  |
| 16                                     | Tulipán utca                                    | 7  |                  |
| 17                                     | Aradi utca                                      | 6  |                  |
| 18                                     | Templom tér                                     | 5  |                  |
| 19                                     | Károly király út                                | 5  |                  |
| 19                                     | Kisfaludy utca (↓) Petőfi Sándor utca (↑)       | 4  |                  |
| 20                                     | Kötő utca                                       | 3  |                  |
| 21                                     | Budaörs, városháza                              | 3  |                  |
| 22                                     | Gimnázium                                       | 2  |                  |
| 23                                     | Budaörs, Patkó utca                             | 1  |                  |
| 24                                     | Budaörsi lakótelep végállomás                   | 0  |                  |